# Prix de l'Association des poètes coréens
Le prix de l'Association des poètes coréens est un prix littéraire en Corée du Sud créé en 1957. Il récompense chaque année un poème coréen. C’est le plus ancien prix de la littérature coréenne. L'Association des poètes coréens examine chaque année l'ensemble des poèmes publiés et sélectionne les lauréats. Depuis 2005, l'association décerne également un prix à de jeunes poètes. 

## Liste des lauréats
| Année | Poète            | Œuvre                                                                                              |
| ----- | ---------------- | -------------------------------------------------------------------------------------------------- |
| 1957  | Kim Soo-young    | 生活, 동백, 폭포, 병풍, 눈                                                                         |
| 1958  | Kim Chunsu       | 雨季, 부다페스트에서의 소녀의 죽음, 꽃 ,꽃을 위한 序詩, 소                                         |
| 1959  | Jeon Bong-geon   | 꽃,천상의 악기?豹범, 고전적인 속삭임 속의 Ⅲ.Ⅳ.Ⅵ.Ⅷ                                                  |
| 1972  | Jeong Han-mo     | 序章, 밤의 水路, 나비의 여행, 그저 댓 間쯤, 睡眠의 숲 누비는                                       |
| 1972  | Heo Young-ja     | 감, 봄, 白磁 , 겨울햇볕, 긴 봄날                                                                   |
| 1973  | Kim Kwang-lim    | 풍경, 갈등, 0, 壬子, 乞人                                                                          |
| 1974  | Cho Byung-hwa    | 먼 외국에 떠날 때마다, 한번은 절에서, 1962 음력 6월3일, 그저 눈물이, 우린 서로 주소도 모르리       |
| 1975  | Kim Nam-jo       | 사랑 草書 1.6.7.11.15.16.23.32.37.38.40.43.47.51.54.63.78.83.94.95                                 |
| 1975  | Hong Yun-suk     | 他關의 햇살(1.麗日 2,가을.도시.入口에 3.내가 사는 마을), 情非, 당신은 오늘                         |
| 1976  | Park Jaesam      | 어떤 歸路, 엿장수의 가위소리, 그 기러기 마음을 나는 안다, 아기 발바닥에 이마 대고, 잠 못 드는 밤에 |
| 1977  | Lee Hyeonggi     | 랑겔한스섬의 가문 날의 꿈, 폭포, 奇蹟, 사랑歌, 손가락                                              |
| 1977  | Lee Hyeonggi     | 보리, 嚴冬의 강물, 柏山소식, 明禮에서, 守山누나                                                    |
| 1978  | Kim Jong-sam     | 북치는 소, 民間人, 나의 本籍, 돌각담, 詩人學校                                                     |
| 1979  | Sung Chan-gyeong | 나사1, 나사2, 나사3, 나사4, 나사5                                                                  |
| 1980  | Chyung Jinkyu    | 오세요, 오세요, 집, 들판의 비인 집이로다, 峰雪, 곳곳에 가을이 당도하였으매                         |
| 1981  | Park Je-chun     | 이경희                                                                                             |
| 1982  | Kim Young-tae    | 여울묵 비오리                                                                                      |
| 1982  | Bak Je-cheon     | 律                                                                                                 |
| 1983  | Gang Woo-sik     | 파도조                                                                                             |
| 1983  | Oh Sae-young     | 가장 어두운 날 저녁에, Le Soir le plus sombre                                                      |
| 1984  | Kim Yeo-jeong    | 어린 신에게                                                                                        |
| 1984  | Kim Yo-jong      | 대장간 앞을 지나며                                                                                 |
| 1985  | Bak Ui-sang      | 비위는 저의 길을 가로막는다                                                                        |
| 1985  | Cho Chang-hwan   | 나자로 마을의 새벽                                                                                 |
| 1986  | Gam Tae-jun      | 종로별곡                                                                                           |
| 1986  | Kim Cho-Hye      | 사랑굿, Sarang Kut 1                                                                               |
| 1986  | Song Chun-bok    | 바깥 세상에 띄우나니                                                                               |
| 1987  | Lee Seung-hoon   | 당신의 방                                                                                          |
| 1988  | Cho Jung-kwon    | 하늘이불, La Couette du ciel                                                                       |
| 1989  | Jang Ho          | 동경 까마귀                                                                                        |
| 1990  | Yi Seong-seon    | 새벽 꽃향기                                                                                        |
| 1991  | Bak Hui-jin      | 북한산 진달래                                                                                      |
| 1992  | Bak Seong-nyong  | 동백꽃                                                                                             |
| 1993  | Kim Hyeong-yeong | 기다림이 끝나는 날에도                                                                             |
| 1994  | Sin Jung-sin     | 바이칼호에 와서                                                                                    |
| 1995  | Kim Jong-hae     | 별똥별                                                                                             |
| 1996  | Yi Geon-cheong   | 코뿔소를 찾아서                                                                                    |
| 1997  | Beom Dae-sun     | 아름다운 가난                                                                                      |
| 1998  | Bak Sang-cheon   | 5679는 나를 불안하게 한다                                                                          |
| 1999  | Noh Yang-nim     | 후투티가 오지 않는 섬                                                                              |
| 2000  | Heo Man-ha       | 비는 수직으로 서서 죽는다                                                                          |
| 2001  | Yi Suik          | 눈부신 마음으로 사랑했던                                                                           |
| 2002  | Hong Sin-seon    | 자화상을 위하여                                                                                    |
| 2003  | Oh Takbeon       | 벙어리장갑                                                                                         |
| 2004  | Shin Dal-ja      | 이제야 너희를 만났다, Je vous rencontre enfin                                                      |
| 2005  | Choe Chang-gyun  | 백 자작나무 숲에 살자                                                                              |
| 2006  | Sin Hyeon-jeong  | 자전거 도둑                                                                                        |
| 2007  | Han yeong-ok     | 아득한 얼굴                                                                                        |
| 2008  | Won Gusik        | 마돈나를 위하여                                                                                    |
| 2009  | Na Tae-joo       | 눈부신 속살                                                                                        |
| 2010  | Gang In-han      | 입술                                                                                               |
| 2011  | Heoh Yeong-man   | 그늘이라는 말                                                                                      |
| 2012  | Yoo An-jin       | 둥근 세모꼴                                                                                        |
| 2013  | Kim Hu-ran       | 새벽, 창을 열다                                                                                    |
| 2014  | Lee Ha-neul      | 추사를 훔치다                                                                                      |

## Prix du jeune poète
| Année | Lauréat        |
| ----- | -------------- |
| 2005  | Yu Hong-jun    |
| 2006  | Gwon Hyeo-kung |
| 2007  | Park Hyun-soo  |
| 2008  | Gil Sang-ho    |
| 2009  | Yung Wan-young |
| 2010  | Gang Gyeong-ho |
| 2011  | Son Taek-su    |
| 2012  | Lee Jae-hoon   |
| 2013  | Kim Byeong-ho  |
| 2014  | Yun Seong-taek |